# Regla de oro de Fermi

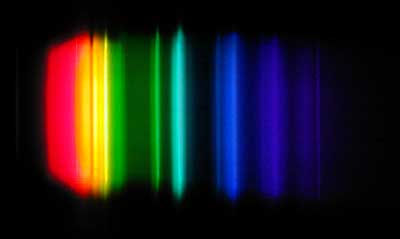
Gracias a la regla de oro de Fermi podemos comprender por qué unas líneas espectrales son más intensas que otras, entre otras cosas.

La regla de oro de Fermi es un método empleado en teoría de perturbaciones para calcular la tasa de transición (es decir, la probabilidad de que se produzca una transición dada por unidad de tiempo) entre un autoestado de la energía dado y un continuo de autoestados.
Dicho de otra manera, explica por qué unas líneas espectrales atómicas brillan con más intensidad que otras, en lugar de tener todas la misma intensidad (que es lo que, erróneamente, predice el modelo de Bohr).

## Historia
La regla de oro de Fermi es un buen ejemplo de la ley de Stigler, dado que si bien recibe el nombre de Enrico Fermi, la mayor parte de la teoría fue desarrollada por Paul Dirac en 1927, quien llegó a una ecuación casi idéntica. La regla fue asociada a Fermi debido a que este la conocía como Regla de Oro Número 2, debido a la utilidad de la misma.

## Teoría
Supóngase un sistema cuyo hamiltoniano total es:

{\displaystyle H_{T}=H_{0}+H_{1}}

donde:
- H0 es la parte sin perturbar, que no depende del tiempo, y
- H1 es la perturbación, que en general sí depende del tiempo (pero no necesariamente).

Se quiere calcular la probabilidad por unidad de tiempo de que el sistema pase del autoestado inicial {\displaystyle |i\rangle } al conjunto de estados finales {\displaystyle |f\rangle }.
- Si H1 no depende del tiempo, los únicos estados que el sistema puede alcanzar en el continuo serán aquellos que tengan la misma energía del estado inicial (consecuencia del hecho de que cuando el hamiltoniano total HT es independiente del tiempo, la energía total ha de conservarse).
- Si H1 es una función sinusoidal dependiente del tiempo con frecuencia {\displaystyle \omega }, la diferencia entre las energías de los estados inicial y final será {\displaystyle \hbar \omega }.

En ambos casos, la probabilidad de transición por unidad de tiempo desde el estado inicial al final es:

{\displaystyle T_{i\rightarrow f}={\frac {2\pi }{\hbar }}\left|\langle f|H_{1}|i\rangle \right|^{2}\rho ,}

donde:
- {\displaystyle \rho } es la densidad de estados finales (la cantidad de estados por unidad de energía), y
- {\displaystyle \langle f|H_{1}|i\rangle } es, empleando la notación bra-ket, el elemento de matriz de la perturbación H1 entre los estados inicial y final.

En otros términos, lo que esta fórmula dice es que la probabilidad de la transición es proporcional al acoplo entre los estados inicial y final (el elemento de matriz) por el número de maneras distintas en que se puede dar la transición (la densidad de estados).